# Овервег, Нильс
Корнелис Карел Овервег (нидерл. Cornelis Karel Overweg; род. 15 мая 1948, Амстердам) — нидерландский футболист, защитник.

## Клубная карьера
В возрасте девятнадцати лет, в сезоне Овервег стал частью клуба ДВС.
В 1972 году Овервег перешёл в команду другой лиги «Гоу Эхед Иглз». Он всегда был постоянным игроком клуба, но особых успехов в обоих сезонах в нём не добился.
Перейдя «Твенте» в 1974 году, Овервег сделал важный шаг в своей карьере. Здесь он получил хорошую конкуренцию и сыграл наибольшую часть матчей. В сезоне 1976—1977 они дошли до финала Кубка УЕФА, сыграв против немецкой команды «Боруссия Менхенгладбах».
Летом 1981 года Овервег перешёл в «Дордрехт. После двух сезонов он завершил свою активную карьеру.

## Карьера в сборной
В 1975 году Овервег был вызван в национальную сборную Нидерландов. Он дебютировал 17 мая 1975 года в матче против Западной Германии, выйдя на замену. За выступление в своём четвёртом международном матче Овервега подвергли резкой критике и за сборную он больше не играл.

## Статистика

### Матчи Овервега за сборную Нидерландов
| Матчи Овервега за сборную Нидерландов | Матчи Овервега за сборную Нидерландов | Матчи Овервега за сборную Нидерландов | Матчи Овервега за сборную Нидерландов | Матчи Овервега за сборную Нидерландов | Матчи Овервега за сборную Нидерландов |
| ------------------------------------- | ------------------------------------- | ------------------------------------- | ------------------------------------- | ------------------------------------- | ------------------------------------- |
| №                                     | Дата                                  | Соперник                              | Счёт                                  | Голы Овервега                         | Соревнование                          |
| 1                                     | 17 мая 1975                           | ФРГ                                   | 1:1                                   | —                                     | Товарищеский матч                     |
| 2                                     | 31 мая 1975                           | Югославия                             | 0:3                                   | —                                     | Товарищеский матч                     |
| 3                                     | 3 сентября 1975                       | Финляндия                             | 4:1                                   | —                                     | Чемпионат Европы 1976 (отбор)         |
| 4                                     | 10 сентября 1975                      | Польша                                | 1:4                                   | —                                     | Чемпионат Европы 1976 (отбор)         |

Итого: 4 матча / 0 голов; 1 победа, 1 ничья, 2 поражения.